# Ludmila Cristea
Ludmila Cristea, née le 27 mars 1976 à Ștefan Vodă, est une pratiquante moldave de lutte libre.

## Palmarès international en lutte libre
| Championnats d'Europe | Championnats d'Europe | Championnats d'Europe |
| Année                 | Médaille              | Catégorie             |
| --------------------- | --------------------- | --------------------- |
| 2006                  | argent                | 55 kg                 |
| 2008                  | argent                | 55 kg                 |
| 2011                  | argent                | 55 kg                 |
| 2012                  | bronze                | 59 kg                 |